# Мешулам Рат
Мешулам Рат (івр. משולם ראטה; нар. 14 вересня 1875, Городенка — пом. 23 грудня 1962, Хайфа) — рабин, релігійний суддя (даян) та авторитетний знавець юдейського права (Халаха) в Україні, Румунії та Ізраїлі. Був членом Вищого рабинського суду та Головної рабинської ради Ізраїлю в часи створення Держави Ізраїль. Він також був відомий як автор книги «Кол мевассер» («Голос провісника»).

## Біографія
Мешулам Рат народився в Городенці, на території, що належала Австрійській короні (Цислейтанія) в Австро-Угорській імперії (сьогодні в незалежній Україні) в єврейській родині чортківських хасидів. Він вивчав Тору в рабинів Моше Теоміма з Городенки, Якова Вайденфельда, президента (ав бейт діна) рабинського суду Грімлова, Авраама Штейнберга, автора книги «Махазе Авраам» і президента рабинського суду Броді, і, нарешті, у рабина Меїра Аріка. Вже у віці 13 років він був відомий в єврейському світі Східної Європи як Ілуюл (Диво-дитина) з Городенки. Про його дивовижну мудрість розповідали багато історій, а сам він заручився з донькою Шимона Штейнгольца, багатого єврея з Мельниці-Подільської Тернопільської губернії. У віці 18 років він отримав ліцензію рабина від рабинів Аріка, Штейнберга та Іцхака Шмелькіса з Лемберга і зміг одружитися зі своєю нареченою. Чотири роки молоде подружжя жило в будинку своїх родичів. У 1894 році Рат був обраний рабином у містечку Мельниця-Подільська. 1898 року його призначили рабином громади Грскова (Хоросткова), після того, як він вразив місцевих євреїв під час проведення «випробувального» шабату в містечку. Переважна більшість проголосувала за його призначення, але гусятинські хасиди чинили опір і обрали власного рабина, який діяв паралельно з Ратом.
У Грскові рабин Рат був активним членом релігійної сіоністської «МіЦіон теце Тора» («З Сіону прийде Закон»), яка заснувала там єврейську школу в дусі руху Мізрахі. До 1905 року Рат заснував єшиву, яку очолив. Під час Першої світової війни (1914—1918) він перебував у Відні, а в 1921 році був присутній на XII Сіоністському конгресі. 1929 року він переїхав як рабин до Сучави, яка з 1918 року перебувала під румунською адміністрацією. Після шести років роботи в Сучаві був призначений президентом рабинського суду в Чернівцях. З 1936 року він очолював Чернівецьку заставу. Після вступу румунських і німецьких військ до Чернівців у липні 1941 року, розправи над рабином Абрамом Якобом Марком і керівництвом громади, створення гетто і депортації євреїв до Трансністрії, у червні 1943 року рабин Рат був таємно вивезений, за допомогою великих хабарів і фальшивих документів, з Чернівців до Бухареста. Пізніше, в 1944 році, він емігрував до Палестини. Незабаром він став даяном у Вищому рабинському суді і членом Головної рабинської ради Ізраїлю. У 1950-х роках вийшов на пенсію і оселився у своєму будинку в містечку Бней-Брак.

## Особисте життя
Рат овдовів після смерті своєї першої дружини і через деякий час одружився з Леєю, дочкою рабина Пінхаса Менахема Менделя Рубіна з Серету, що на Буковині, який замінив свого батька, рабина Шмуеля Смелке, на посаді адмора (або цадика) серетських хасидів.
Мешулам Рат помер у 1962 році в Хайфі і був похований на цвинтарі Санедрія в Єрусалимі, на ділянці рабинів.

## Погляди
Рабин Рат запровадив у Хресткові метод поступового вивчення Мішни, відомий як «Бен хамеш лаМікра, бен ессер лаМішна» (у п'ятирічному віці — Танах (Мікра), у десятирічному віці — Мішна). Рабин Меїр Шапіра, засновник Люблінського єшиву мудреців, консультувався з ним з питань організації та навчання в новому єшиві. Як представник релігійного сіонізму, Рат зазнавав багато критики з боку духовних лідерів ультраортодоксальної (хареді) єврейської громадськості, які, тим не менш, цінували його ерудицію і закликали до більш поміркованих висловлювань на його адресу. Рат відмовився від балотування на посаду рабина Лемберга, тому що його попросили припинити свою підтримку сіонізму.
Коли рабина Цві Єгуду Кука запитали, хто був би найвидатнішим з покоління, яке пішло за його батьком, Авраамом Куком, він назвав Мешулама Рата.
Не підтримував консервативний юдаїзм, через це відмовившись отримати Премію рабина Кука за літературу Тори разом з професором Шаулем Ліберманом.

## Пам'ять
В Ізраїлі його іменем названі вулиці — у єрусалимському районі Бейт-Ваган, у районі Кір'ят-Герцог у Бней-Браку та в Нетанії.